# Maurice Goulon
Pour les articles homonymes, voir Goulon.
Maurice Marie Paul Goulon, né le 3 février 1919 à Turin (Italie) et mort le 14 avril 2008 à Paris est un professeur de médecine français, à la fois neurologue et pionnier de la médecine d'urgence et de la ventilation mécanique. Il était membre de l'académie de médecine.

## Biographie

### Jeunesse et formation
D'origine mosellane,  il est le fils d'un directeur d'usine de la société Michelin. Après une scolarité primaire à Turin, il suit ses études au  Collège des jésuites de Saint-Clément de Metz avant d'entamer des études de médecine à la  Faculté de médecine de Nancy.
Mobilisé en 1939, il est médecin auxiliaire et s'engage dans les combats des ponts de la Loire. Externe des Hôpitaux de Paris, il y rencontre Robert Debré et fait la connaissance de sa future épouse Jeanne Bion. Il soutient sa thèse intitulée Granulations péritonéales pseudo-néoplasiques et pseudotuberculeuses en gériatrie en janvier 1945.

### Carrière
C'est sous l'impulsion du professeur Pierre Mollaret, à la fois neurologue et spécialiste des maladies infectieuses et convaincu par les travaux de Maurice Cara sur la ventilation mécanique artificielle, qu'il développe une nouvelle discipline : la réanimation respiratoire. 
L'épidémie de poliomyélite survenue en 1953 en Suède ont convaincu les fabricants d'appareils d'anesthésie de modifier des ventilateurs mécaniques. Maurice Goulon entre à l'hôpital Raymond-Poincaré de Garches où il va former la génération des nouveaux réanimateurs.
En 1959, il publie avec le Pr Mollaret un article fondamental sur les signes avérés du coma dépassé chez une série de patients sans activité cérébrale et incapables de respirer seuls, ce qui a permis de décrire les signes de la mort cérébrale ce qui a initié l'essor des greffes d'organes.
Il meurt à Paris au printemps de 2008.